# Plebeia
Plebeia (лат.) — род безжальных пчёл, из трибы Meliponini семейства Apidae. Не используют жало при защите. Хотя жало у них сохранилось, но в сильно редуцированном виде. Эндемик Нового Света.

## Распространение
Неотропика: от Мексики до Аргентины и Бразилии.

## Классификация
Около 40 видов. Первоначально таксон был описан в качестве подрода рода Trigona.
- Plebeia alvarengai Moure, 1995
- Plebeia catamarcensis (Holmberg, 1903)
- Plebeia cora Ayala, 1999
- Plebeia domiciliorum (Schwarz, 1934)
- Plebeia droryana (Friese, 1900)
- Plebeia emerina (Friese, 1900)
- Plebeia minima (Gribodo, 1893)
- Plebeia mosquito (Smith, 1863) typus
- Другие виды